# Jean-Michel Bretonnier
Jean-Michel Bretonnier est un journaliste français né à Rabat au Maroc le 9 novembre 1953.

## Carrière
Jean-Michel Bretonnier a effectué la totalité de sa carrière à La Voix du Nord. Après des études à l’École supérieure de journalisme de Lille (50e promotion), il entre, en 1978, au secrétariat de rédaction du quotidien nordiste. Il est ensuite nommé rédacteur au bureau de Lens (Pas-de-Calais), puis au bureau de Tourcoing (Nord).
En 1990, Jean-Michel Bretonnier se voit confier des fonctions de coordination des éditions de la Métropole, au moment de la première informatisation de la rédaction. Il est nommé rédacteur en chef adjoint chargé des vingt-cinq éditions du journal en 1993.
En 1997, Jean-Michel Bretonnier se voit confier les postes de directeur opérationnel chargé de la Métropole, puis de directeur opérationnel pour l’ensemble des quatre zones de diffusion du journal, avec pour mission de développer la transversalité entre les fonctions du journal.
Jean-Michel Bretonnier devient rédacteur en chef du journal le 1er septembre 2003. Sous sa direction, le journal est passé d'une diffusion totale quotidienne moyenne de 292 049 exemplaires en 2007 à 226 214 exemplaires en 2015. 
Depuis juin 2008, Jean-Michel Bretonnier est président de la commission de l'information du Groupement des grands quotidiens régionaux (GGR).
En 2012, alors que le site Arrêt sur images critique un entretien de complaisance du président du Conseil régional du Nord-pas-de-Calais, Daniel Percheron (Parti socialiste) dans La Voix du Nord sous une forme « qui s'apparente plutôt à une véritable tribune », Jean-Michel Bretonnier précise que « cette pratique est courante, notamment dans l’audiovisuel ». Le vendredi 27 janvier 2017, le journal consacre sa une à Marine Le Pen, en sa qualité de candidate à l'élection présidentielle. À cette occasion, Jean-Michel Bretonnier déclare que « le Front national s'inscrit dans le jeu démocratique et [que] de nombreux électeurs lui font confiance, c'est donc notre métier et notre devoir que de rendre compte de son actualité et de poser des questions à sa présidente ».